# Korunní svědek
Korunní svědek je pachatel trestného činu, který usvědčí své spolupachatele a díky tomu bude na základě dohody s orgány činnými v trestním řízení potrestán výrazně mírněji, nebo nebude dokonce stíhán vůbec. Tento institut se vyskytuje především v případech závažné kriminality v angloamerickém právním systému.
V českém trestním právu není institut klasického korunního svědka upraven, přibližuje se mu ale tzv. spolupracující obviněný, který byl do právního řádu zaveden od 1. ledna 2010 zákonem č. 41/2009 Sb. Podle § 178a trestního řádu může být jako spolupracující v obžalobě označen státním zástupcem ten obviněný, který spáchal zločin a který:
- oznámil takové skutečnosti, které mohou významně přispět k objasnění zločinu spáchaného členy organizované skupiny, ve spojení s organizovanou skupinou nebo ve prospěch organizované zločinecké skupiny, a zavázal se o nich před soudem podat pravdivou výpověď,
- svobodně, vážně a určitě se doznal k činu, za nějž je stíhán,
- souhlasí s označením za spolupracujícího obviněného.

Označení za spolupracujícího obviněného a přispění k objasnění trestné činnosti organizovaného zločinu je pak polehčující okolností podle § 41 písm. m) trestního zákoníku a kromě toho může podle § 58 odst. 4 trestního zákoníku vést k mimořádnému snížení trestu odnětí svobody nebo až k úplnému upuštění od potrestání podle § 46 odst. 2 trestního zákoníku.